# Барнабаш, Хедьи
Хедьи Барнабаш (венг. Hegyi Barnabás; 4 марта 1914, Зборов, Австро-Венгрия (ныне Словакия) — 28 апреля 1966, Будапешт) — венгерский кинооператор, педагог. Заслуженный артист Венгрии (1953), народный артист Венгрии (1966). Лауреат государственной премии Кошута (1950).

## Биография
Окончил Будапештский колледж прикладного искусства. В кино с 1936 года, поступил на работу в Управление кинематографии Венгрии, где был сначала лаборантом, затем ассистентом оператора, с 1940 года — оператор. В 1945 году Аттестационной  комиссией за съёмки антисемитских фильмов на 2 года был лишён права снимать. До 1947 года работал руководителем программ Венгерского радио, затем в качестве оператора работал на киностудии Hunnia .
Снял около сотни фильмов, в том числе первый полнометражный венгерский художественный фильм «Случай на ярмарке» в 1949 году. Во время запрета снимал короткометражные фильмы, позже, в середине 1950-х годов снял множество образовательных и пропагандистских фильмов, первые венгерские цветные художественные фильмы в 1941 и 1949 годах. С 1952 по 1954 годах — преподавал кинематографию в Институте театрального и киноискусства.
В январе 1966 года перенес инсульт, впал в кому и умер через три месяца. Похоронен на кладбище Фаркашрети.

## Избранные работы в кино
- 1965: Ужас / Iszony
- 1965: История моей глупости
- 1964: Человек, которого нет / Egy ember aki nincs
- 1964: Завещание миллионера / Másfél millió
- 1963: Наперекор судьбе / Új Gilgames
- 1961: Будапештские крыши / Pesti háztetök
- 1961: Альба Регия
- 1960: Рассветает / Virrad
- 1960: Рангом ниже / Rangon alul
- 1959: Граница в нескольких шагах / Pár lépés a határ
- 1959: Вчера / Tegnap
- 1958: Последнее приключение Дон Жуана / Don Juan legutolsó kalandja
- 1958: Контрабандисты / Csempészek
- 1957: Сын двух матерей / Dani
- 1957: В полночь / Éjfélkor
- 1955: Преступление Юдит Бендич / Gazolas
- 1955: Карусель / Körhinta
- 1955: Гала-представление / Díszelőadás
- 1954: За четырнадцать жизней / Eletjel
- 1953: День гнева | А Harag napja
- 1953: Грозовые годы / Föltámadott a tenger
- 1949: Случай на ярмарке / Lúdas Matyi
- 1948: Огонь / Tüz
- 1947: Где-то в Европе / Valahol Európában
- 1944: Чужими путями / Idegen utakon
- 1941: Три звонка / Három csengö